# Aleuritopteris humatoides
Aleuritopteris humatoides är en kantbräkenväxtart som beskrevs av Saiki. Aleuritopteris humatoides ingår i släktet Aleuritopteris och familjen Pteridaceae. Inga underarter finns listade.